# Bamako
Bamako (in bambara ߓߊߡߊߞߐ, translitt. Bàmakɔ̌) è la capitale e la città più popolosa del Mali. 

## Geografia fisica

### Territorio
Sorge sul Niger, nelle vicinanze delle rapide che separano la valle del Niger superiore e la valle del medio Niger, nella parte sud-occidentale del paese.
Buon porto fluviale e principale centro amministrativo e commerciale del Mali, è attivo nella produzione di caucciù, resina e legname, così come nel tessile, nella lavorazione della carne, nella manifattura di oggetti in metallo e nel settore ittico. È scalo aereo internazionale.

### Clima
| Bamako              | Mesi | Mesi | Mesi | Mesi | Mesi | Mesi | Mesi | Mesi | Mesi | Mesi | Mesi | Mesi | Stagioni | Stagioni | Stagioni | Stagioni | Anno |
| Bamako              | Gen  | Feb  | Mar  | Apr  | Mag  | Giu  | Lug  | Ago  | Set  | Ott  | Nov  | Dic  | Inv      | Pri      | Est      | Aut      | Anno |
| ------------------- | ---- | ---- | ---- | ---- | ---- | ---- | ---- | ---- | ---- | ---- | ---- | ---- | -------- | -------- | -------- | -------- | ---- |
| T. max. media (°C)  | 33,9 | 36,8 | 38,7 | 38,7 | 38,3 | 35,0 | 32,3 | 30,5 | 31,7 | 34,2 | 34,9 | 33,6 | 34,8     | 38,6     | 32,6     | 33,6     | 34,9 |
| T. min. media (°C)  | 16,3 | 18,9 | 21,9 | 23,6 | 24,7 | 23,0 | 22,5 | 21,3 | 21,2 | 20,6 | 18,1 | 16,1 | 17,1     | 23,4     | 22,3     | 20,0     | 20,7 |
| Precipitazioni (mm) | 0    | 0    | 4    | 18   | 50   | 120  | 224  | 290  | 178  | 64   | 4    | 1    | 1        | 72       | 634      | 246      | 953  |

## Storia

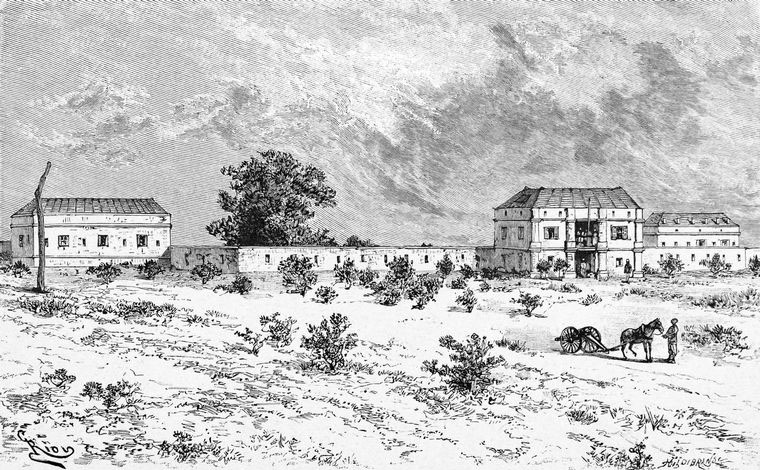
Il forte francese di Bammakou, costruito nel 1883.

La città di Bamako è abitata sin dal paleolitico, anche se la sua leggendaria fondazione è fissata circa nel XVI secolo. Bamako, il nome ha origine dalla parola Bammako che significa («stagno del coccodrillo» in lingua bambara). La città fu un importante centro commerciale e il principale centro dell'insegnamento dell'Islam, sotto l'impero del Mali, ma entrò in declino nel XIX secolo. Alla fine del declino Bamako divenne un grosso villaggio fortificato di 600 abitanti, quando il 1º febbraio 1883, i francesi, con il generale Gustave Borgnis-Desbordes, la conquistarono. Nel 1904 fu inaugurata la linea ferroviaria Dakar-Niger. Nel 1905 iniziò la costruzione dell'Hôpital du point G, il vecchio ospedale. Nel 1908 Bamako diventa capitale del Sudan francese, e tra il 1903 ed il 1907 venne costruito il palazzo di Koulouba, ossia il palazzo del governatore, dove a partire dall'Indipendenza nel 1960 concessa dalla Francia, si riunirà la presidenza della Repubblica. 
Il 20 dicembre 1918 Bamako diviene un comune misto amministrato da un sindaco. Cinque anni più tardi la città venne raggiunta dalla ferrovia proveniente da Dakar. Nel 1927 venne costruita la cattedrale, mentre la maison des artisans viene ultimata nel 1931. Nel 1947 viene costruito un primo ponte sul Niger e la grande moschea di Bamako che risale al 1948. Il 18 novembre 1955 Bamako diventa un comune a pieno titolo, e il suo sindaco, Modibo Keïta, viene eletto la prima volta un anno più tardi. Il 22 settembre 1960 venne proclamata l'indipendenza del Mali con Bamako capitale della nuova repubblica. A quel tempo, la città aveva una popolazione di circa 160 000 abitanti. Durante gli anni Sessanta, il Paese divenne socialista e Bamako fu soggetta agli investimenti e all'influenza sovietica. Tuttavia, l'economia declinò a causa del crollo delle imprese statali e dei diffusi disordini. Nel 1968 Moussa Traoré guidò un colpo di Stato e governò il Mali per 23 anni. Tuttavia, il suo governo è stato caratterizzato da gravi siccità, da una cattiva gestione del governo e da problemi di scarsità di cibo.
Il 22 marzo 1991 una marcia di protesta su larga scala nel centro di Bamako è stata violentemente repressa causando circa 300 morti. Quattro giorni dopo, un colpo di Stato militare depose Traoré. Viene istituito il Comité de Transition pour le Salut du Peuple, guidato dal generale Amadou Toumani Touré. Alpha Oumar Konaré diventa ufficialmente presidente il 26 aprile 1992.
Il 20 novembre 2015, ha luogo un'azione jihadista di "al-Murābiṭūn-Base (al-Qāʿida) del Jihad nell'Africa Occidentale" di Mokhtar Belmokhtar, che conduce alla presa di 170 ostaggi nell'Hotel Radisson Blu. Un bilancio provvisorio indica ventuno morti tra gli ostaggi, oltre ai tredici terroristi uccisi grazie all'intervento delle forze speciali maliane, francesi e statunitensi.

## Monumenti e luoghi d'interesse
- Torre della BCEAO, sede della Banca centrale degli Stati dell'Africa Occidentale.

## Geografia antropica

### Suddivisioni amministrative
La città costituisce una regione autonoma, chiamata "Distretto di Bamako" (District de Bamako), non appartenente ad alcuna delle Regioni del Mali. Il distretto è a sua volta suddiviso in sei comuni (communes), numerati da I a VI in numeri romani.
| Comune      | Popolazione 2009 |
| ----------- | ---------------- |
| Commune I   | 335.407          |
| Commune II  | 159.805          |
| Commune III | 128.872          |
| Commune IV  | 300.085          |
| Commune V   | 414.668          |
| Commune VI  | 470.269          |
| Totale      | 1.809.106        |

## Cultura

### Istruzione

#### Università
A Bamako ha sede l'università di Bamako fondata nel 1993.

## Geografia antropica

### Quartieri
- Hippodrome, sede di molte ambasciate
- Niaréla, uno dei più antichi quartieri di Bamako
- Korofina
- Badalabougou
- Torokorobougou
- Bamako Coura
- Djicoroni
- Baco Djicoroni (= "oltre il fiume")
- Missira
- Médina Coura
- Bankoni
- Magnambougou
- Point G, sede dell'ospedale
- Koulouba, centro amministrativo e sede del governo
- Bagadadji
- ACI

## Infrastrutture e trasporti
La ferrovia Dakar-Niger unisce Bamako a Dakar via Kati e Kayes.
L'aeroporto Modibo Keïta-Sénou è situato a 15 km a sud del centro di Bamako.

## Amministrazione

### Gemellaggi
- Angers, dal 1974
- Rochester, dal 1975
- Maubeuge
- San Paolo del Brasile, dal 2000
- Bobo-Dioulasso, dal 1994
- Lipsia, dal 1966
- Aşgabat, dal 1974